# Mund- og klovsyge
Mund- og klovsyge er en meget smitsom virussygdom som først og fremmest rammer parrettåede hovdyr deriblandt tamkvæg og svin. Hjorte, geder og får rammes dog bl.a. også.
Infektion hos mennesker er rapporteret, men ualmindeligt. Dog kan mennesker bære virusset i svælget (uden at blive syge) i over et døgn.

## Udbredelse
Mund- og klovsyge er stort set forekommende i hele verden. New Zealand har dog aldrig haft registreret noget udbrud, og i Australien var det sidste udbrud i 1872. Også USA (sidste udbrud i 1929), Canada (1952) og Mexico (1954) kaldes fri for sygdommen. I Europa har kun de skandinaviske lande Norge (1952), Finland (1959) og Sverige (1966) gennem de seneste årtier været forskånet for udbrud. I Danmark var det sidste udbrud i 1983, mens Storbritannien atter blev ramt i 2007.
I Afrika, Asien og store dele af Sydamerika er mund- og klovsyge meget hyppigt forekommende.
- Wikimedia Commons har flere filer relateret til Mund- og klovsyge

| Sygdom | Spire Denne artikel om sygdom er en spire som bør udbygges. Du er velkommen til at hjælpe Wikipedia ved at udvide den. |